# Casimir Wurster

Wursters Blau-Reagenz

Casimir Wurster, auch Kasimir (* 7. August 1854 Weidenthal; † 29. November 1913 in Dresden), war ein deutscher Chemiker.
Wurster war der Sohn eines Tuch- und Papierfabrikanten. Der Philologe Wilhelm Studemund war sein Schwager, die Schriftstellerin Catherina Godwin seine Nichte. Wurster studierte in Straßburg, Stuttgart, Heidelberg und Zürich Chemie. An der ETH Zürich war er Assistent von Victor Meyer und wurde bei diesem 1873 promoviert. Er war Privatdozent an der ETH und an der Tierarzneischule des Kantons Zürich. 1876 war er in Paris, 1877 Assistent von Rudolph Fittig in Straßburg, 1878 an der Universität München und 1886 bis 1889 am Physiologischen Institut der Universität Berlin. An letzterem untersuchte er die Möglichkeit, Sauerstoff direkt im Organismus nachzuweisen, und die Eiweißoxidation mit Salpetersäure und Wasserstoffperoxid. Außerdem arbeitete er in verschiedenen Firmen als Industriechemiker zum Beispiel in New York und London.
Casimir Wurster hatte sich in der väterlichen Tuchfabrik im Straßburger Vorort Robertsau, die 1872 in eine Papiermanufaktur umgewandelt wurde, mit den chemischen Prozessen in der Papierherstellung und insbesondere der Leimung vertraut gemacht. Darauf aufbauend, entwickelte er später diverse Verfahren und Apparate für die Papier- und Textilindustrie. Nach ihm ist Wursters Reagenz (Wursters Blau) benannt (Tetramethylphenylendiamin, TMPD), das leicht oxidierbar ist und als Redoxindikator dient (mit Farbumschlag in Blau, daher der Name), zum Beispiel als Test auf Oxidase wie Cytochrom c in der Mikrobiologie. Wurster verwendete es als Indikator von Holzschliff in Papier. Ein ähnlicher Redox-Indikator (Dimethylphenylendiamin) schlägt in Rot um und wird deshalb Wursters Rot genannt. Von Wurster wurde es Di-Lösung oder Di-Papier (je nach Verwendungsform, Auftragen als Lösung oder als Filtrierpapier) genannt und ebenfalls zur Bestimmung von Holzschliff verwendet. Alternativ wurde häufig auch Anilinsulfat und Phloroglucin zur Holzschliffbestimmung bei der Papieranalyse verwendet (Lignin-Nachweis). Zudem besaß Casimir Wurster eine umfangreiche Gemäldesammlung, die 1896 im Auktionshaus Heberle (später Lempertz) in Köln zur Versteigerung kam.

## Schriften
- Casimir Wurster: Quantitative Bestimmung des Holzschliffes im Papier. In: Berichte der deutschen chemischen Gesellschaft. Band 20, Nr. 1, 1887, S. 808–810, doi:10.1002/cber.188702001183.
- Casimir Wurster: Anwendung des Tetramethylparaphenylendiamins zur quantitativen Schätzung activen Sauerstoffs. In: Berichte der deutschen chemischen Gesellschaft. Band 21, Nr. 1, 1888, S. 921–924, doi:10.1002/cber.188802101174.
- Casimir Wurster: Activer Sauerstoff in lebendem Gewebe. In: Berichte der deutschen chemischen Gesellschaft. Band 21, Nr. 1, 1888, S. 1525–1528, doi:10.1002/cber.188802101282.
- Casimir Wurster: Die neuen Reagentien auf Holzschliff und verholzte Pflanzentheile zur Bestimmung des Holzschliffs im Papier. Berlin: Friedländer 1900.